# Kobe Bufkin
Pour les articles homonymes, voir Kobe (homonymie).
Kobe Bufkin, né le  21 septembre 2003 à Grand Rapids dans le Michigan, est un joueur américain de basket-ball évoluant au poste d'arrière voire de meneur. Il mesure 1,94 m.

## Carrière au lycée
Bufkin a joué au basket-ball pour les Grand Rapids Christian High School à Grand Rapids (Michigan),. Il rejoint l’équipe du lycée en première année. Au début de sa deuxième saison, il figure dans la deuxième moitié des seize étudiants de deuxième année figurant parmi les 100 meilleurs joueurs de l’État, selon le Detroit Free Press. Le 27 février 2019, Bufkin a marqué 35 points dans une défaite de 71-63 en demi-finale de la Michigan High School Athletic Association (MHSAA) contre le Catholic Central High School de Grand Rapids. En deuxième année, Bufkin a inscrit en moyenne 20 points, 7 rebonds et 3 passes par match, aidant son équipe à atteindre une fiche de 16-6. Après la saison, il a été nommé dans la Division 2 second team All-state par l'Associated Press.
Avant sa saison junior, le Detroit Free Press le classe comme le meilleur junior de l’État et le sixième meilleur joueur de l’État. Bufkin faisait partie des différentes recrues d’élite (avec Emoni Bates, Caleb Furst (en) et d’autres) présentes au Breslin Student Events Center le 15 février 2020 lorsque Spartans de Michigan State a accueilli l'équipe des Terrapins du Maryland et a célébré le 20e anniversaire de la saison du titre de NCAA 2000. Début mars, Bufkin a reçu une offre de l'équipe des Spartans de Michigan State. Bufkin a rapporté avoir reçu une offre du Michigan le 24 avril. Au cours de sa saison junior, il a inscrit en moyenne 22 points, 5 rebonds et 4 passes décisives par match, ce qui a mené son équipe à un bilan de 20-2. Après la saison, il a été nommé dans la Division 2 second team All-state par l'Associated Press. À la suite de la conclusion prématurée de la saison en raison de la pandémie de Covid-19, au cours de laquelle l'équipe de Bufkin’s, les Grand Rapids Christian, a terminé avec un record de 20 -2, Bufkin a choisi Michigan State, DePaul, Tigers de LSU et Buckeyes d'Ohio State en tant que ses cinq potentiels choix pour la suite de sa carrière en Championnat universitaire le 7 juillet. À l’époque, Bufkin faisait 1,93 m (6 ft 4), 79,4 kg (175 lb) et s’est classé 78e dans le classement national de 2021, 15e parmi les joueurs occupant le poste d'arrière et troisième dans l’état du Michigan par le classement de 247Sports.com. Trois jours plus tard, il a annoncé son engagement verbal envers les Wolverines du Michigan, ce qui a fait passer la classe 2021 du Michigan du cinquième place à la troisième place.
En tant que senior, il a inscrit en moyenne 25 points, 7 rebonds et 5 passes décisives en cinq matchs, avant de rater la majeure partie de la saison à cause d'un poignet gauche fracturé. Bufkin a été nommé au McDonald's All-American Team et dans l'effectif Jordan Brand Classic.

### Recrutement
Sollicité par Tigers de LSU, Blue Demons de DePaul, Spartans de Michigan State et Buckeyes d'Ohio State, Bufkin choisit les Wolverines du Michigan pour jouer en basket-ball universitaire. D’autres écoles connues ont également fait des offres à Bufkin telles que Tigers du Missouri, Wildcats de Northwestern et TCU. Il rejoint Michigan, convaincu par l’entraîneur adjoint Saddi Washington, qui a assiste Juwan Howard successeur de John Beilein. Bufkin marque le premier engagement d’Howard depuis qu’il est devenu entraîneur-chef du Michigan l’année précédente. Avec Caleb Houstan et Moussa Diabaté, il fait partie d’une classe de recrue qui est la mieux classée au pays selon ESPN, Rivals.com et 247Sports.com pour les Wolverines de Wolverines,.

### Carrière universitaire
En première année, Bufkin inscrit en moyenne 3 points et 1,1 rebond par match en 10,6 minutes par match. Le 20 décembre 2021, il est nommé co-Big Ten freshman de la semaine pour son premier match où il a inscrit un score à deux chiffres le 18 décembre contre les Thunderbirds de Southern Utah,,.
Il prend beaucoup de minutes en deuxième année après le départ de Brooks, Jones et Frankie Collins. Il inscrit un record en carrière de 22 points lors de deux matchs consécutifs contre les Bisons de Lipscomb (17 décembre) et les Tar Heels de la Caroline du Nord dans le Jumpman Invitational (21 décembre). Le 2 février 2023, Bufkin inscrit 15 points et 12 rebonds, un record en carrière, pour son premier double-double en carrière et huit passes décisives contre les Wildcats de Northwestern. Le 26 février, Bufkin mène le Michigan avec un record de carrière de 28 points dans une victoire de 87-79 en prolongation contre Badgers du Wisconsin,. Après la saison régulière, il gagne la reconnaissance des médias en figurant dans la  All-Big Ten third-team et la honorable mention de la part des entraîneurs,.

### Carrière professionnelle

#### Hawks d'Atlanta (depuis juin 2023)
Les Hawks d'Atlanta ont sélectionné Bufkin avec le quinzième choix à la Draft 2023 de la NBA,,.
Le 3 juillet 2023, Bufkin signe un contrat de rookie avec les Hawks d'Atlanta. Il est affecté à l'équipe de NBA G-League des Skyhawks de College Park, affilié aux Hawks d'Atlanta. Avec ces Skyhawks, Bufkin a marqué 43 points le 29 janvier 2024.
Lorsque Trae Young est blessé fin février 2024 à un ligament d’un doigt sur sa main gauche, blessure nécessitant une intervention chirurgicale, Bufkin a été amené dans la rotation principale des Hawks d'Atlanta.

## Vie privée
Kobe Bufkin est le fils de Mike Bufkin et Kimberly Camp,. Les parents de Bufkin étaient fans de l’équipe masculine de basketball du Michigan depuis l’ère des Fab Five, et ont nommé ses frères d’après Michael Jordan et Isiah Thomas,.

## Palmarès

### Lycée
- McDonald's All-American en 2021
- Jordan Brand Classic en 2021

### Universitaire
- Third-team All-Big Ten en 2023

## Statistiques

### Universitaires
| Saison    | Équipe   | Matchs | Titul. | Min./m | % Tir | % 3pts | % LF | Rbds/m. | Pass/m. | Int/m. | Ctr/m. | Pts/m. |
| --------- | -------- | ------ | ------ | ------ | ----- | ------ | ---- | ------- | ------- | ------ | ------ | ------ |
| 2021-2022 | Michigan | 28     | 0      | 10,6   | 38,0  | 22,2   | 77,3 | 1,14    | 0,29    | 0,39   | 0,11   | 3,04   |
| 2022-2023 | Michigan | 33     | 33     | 34,0   | 48,2  | 35,5   | 84,9 | 4,52    | 2,91    | 1,30   | 0,70   | 14,00  |
| Carrière  | Carrière | 61     | 33     | 23,3   | 46,3  | 32,5   | 83,3 | 2,97    | 1,70    | 0,89   | 0,43   | 8,97   |